# Kunstdiebstahl von Gotha

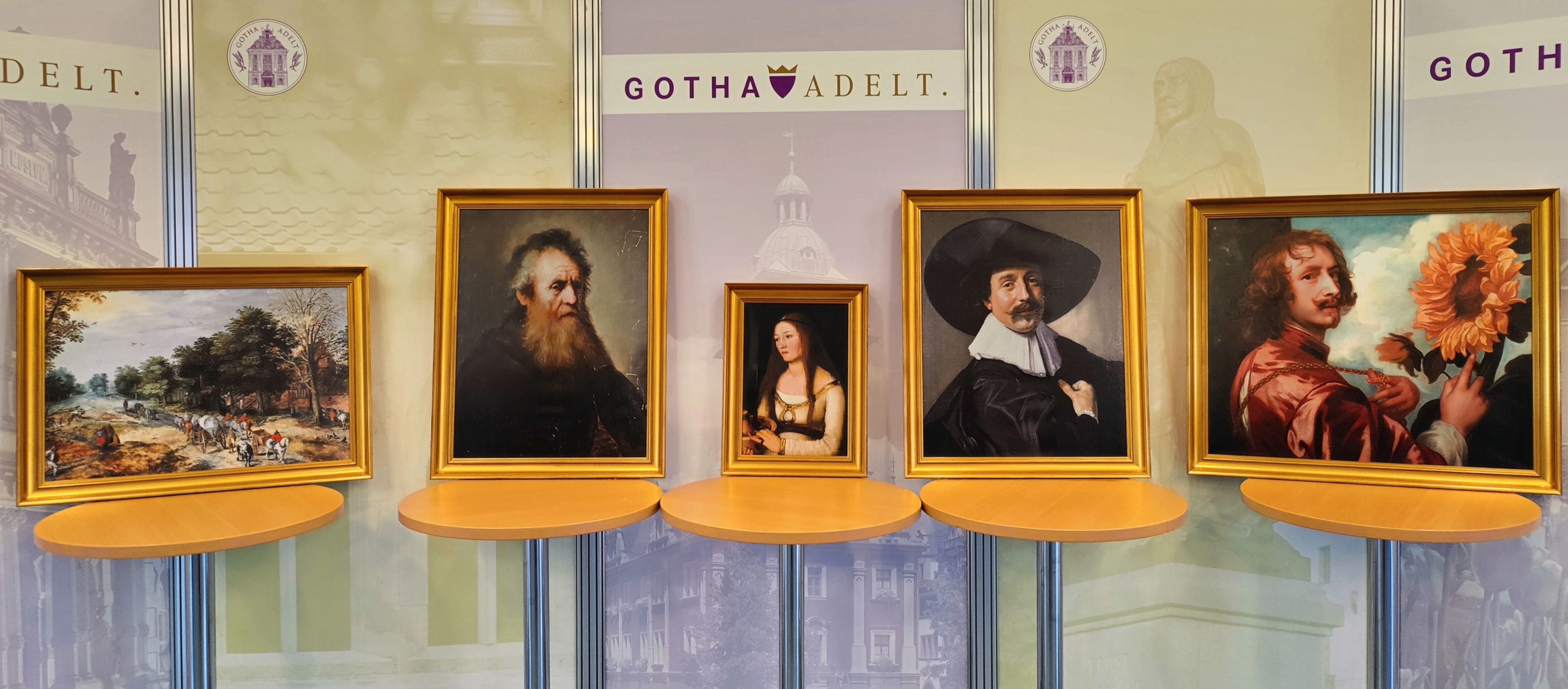
Nachbildungen der 5 im Jahr 1979 gestohlenen Kunstwerke

Der Kunstdiebstahl von Gotha ist ein nicht aufgeklärter Einbruchdiebstahl, bei dem in der Nacht zum 14. Dezember 1979 fünf Gemälde aus Schloss Friedenstein in Gotha gestohlen wurden. Er gilt als schwerwiegendster Kunstraub in der Geschichte der DDR und gehört zu den spektakulärsten der deutschen Nachkriegsgeschichte. Im Dezember 2019 tauchten die fünf Gemälde wieder auf und befinden sich inzwischen wieder an ihrem angestammten Platz.

## Tathergang

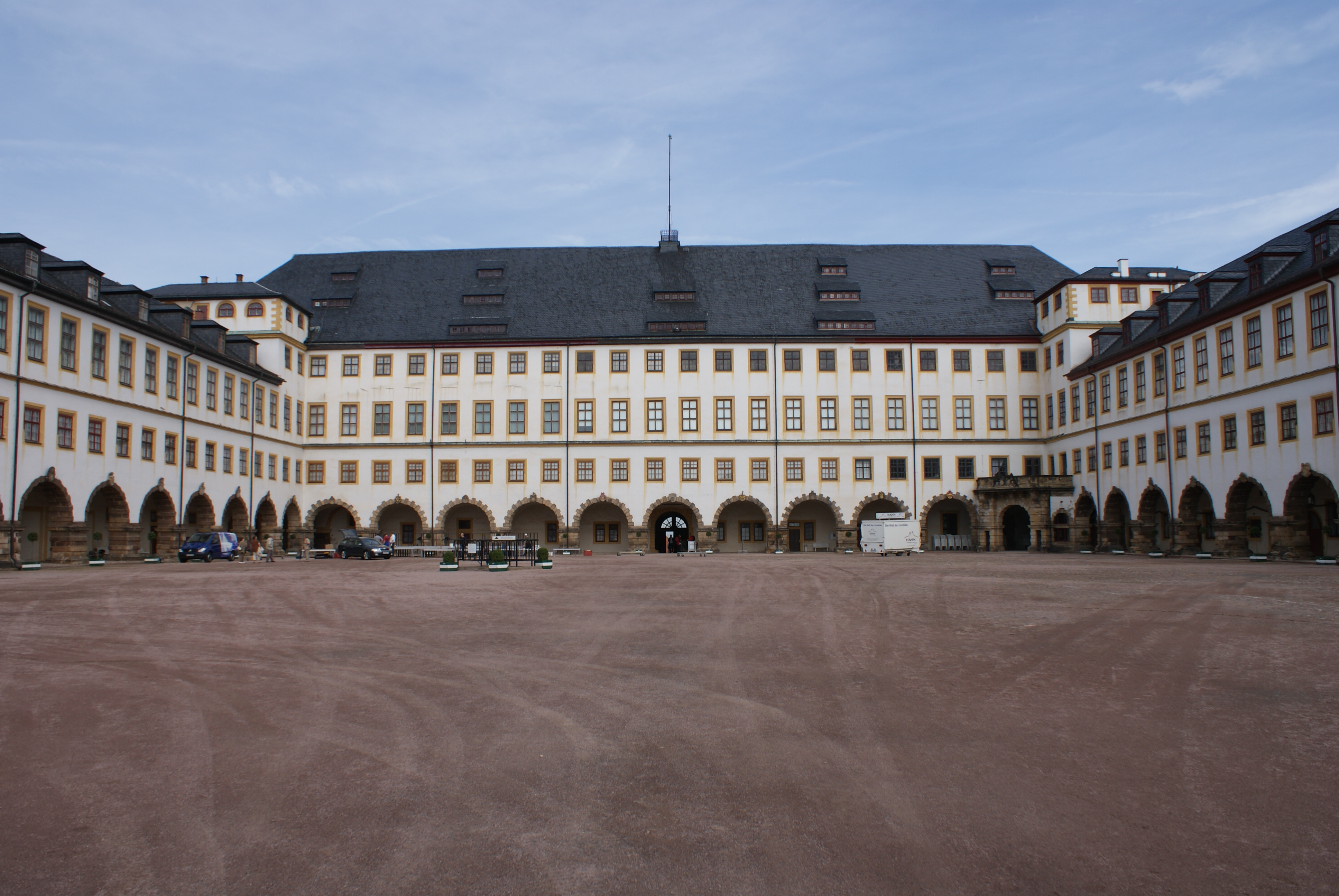
Der Hof von Schloss Friedenstein

In der Nacht zum 14. Dezember 1979 wurden von unbekannten Tätern folgende fünf Gemälde aus Schloss Friedenstein gestohlen:
- „Brustbild eines unbekannten Herrn mit Hut“ von Frans Hals[3]
- „Landstraße mit Bauernwagen und Kühen“ aus dem unmittelbaren Umkreis von Jan Brueghel dem Älteren
- „Selbstbildnis mit Sonnenblume“ von Anthonis van Dyck (Kopie; Original befindet sich im Privatbesitz des Duke of Westminster)[4]
- „Alter Mann“ von Ferdinand Bol (Kopie nach Rembrandt)
- „Heilige Katharina“ von Hans Holbein dem Älteren[5]

Von den betroffenen Bildern, die in verschiedenen Räumen des Museums im Schloss Friedenstein ausgestellt waren und mit den zugehörigen Bilderrahmen gestohlen wurden, waren seitdem lediglich Schwarz-Weiß-Fotos vorhanden. Nur von dem Werk „Selbstbildnis mit Sonnenblume“ war vor dem Diebstahl eine Farbfotografie angefertigt und erst Ende der 2000er Jahre bei Recherchen des Fernsehmagazins ttt – titel, thesen, temperamente wiederentdeckt worden. Der Wert der Gemälde wurde zur damaligen Zeit auf rund fünf Millionen Mark der DDR geschätzt.
Die im Museum damals bereits installierte Alarmanlage war zum Zeitpunkt des Einbruchs, der mit Hilfe von Steigeisen über ein Regenfallrohr und ein Fenster in der dritten Etage der Westfassade des Schlosses erfolgte, noch nicht in Betrieb. Die Daten eines Klimaschreibers, der einen Temperaturabfall registrierte, deuten auf zwei Uhr morgens als Zeitpunkt des Diebstahls hin.
Aufgrund der Tatumstände, die eine gezielte Auswahl der Werke nahelegen, handelte es sich möglicherweise um einen Auftragsdiebstahl. Sowohl die Fertigungsweise eines aufgefundenen Steigeisens als auch die Legierung des dafür verwendeten Stahls deuteten nach den damaligen Ermittlungen darauf hin, dass die verwendeten Steigeisen nicht in der DDR hergestellt worden waren. Als Täter beziehungsweise Auftraggeber verdächtigt wurden zum damaligen Zeitpunkt sowohl die in Gotha ansässigen Hochseilartisten Geschwister Weisheit als auch Mitarbeiter des Museums und die Fürstenfamilie Sachsen-Coburg und Gotha sowie nach der politischen Wende in der DDR auch der SED-Wirtschaftsfunktionär Alexander Schalck-Golodkowski. Die Verjährungsfrist des Herausgabeanspruchs (§ 197 Absatz 1 Nummer 2 BGB nach 30 Jahren eintretende Verjährung des Herausgabeanspruchs aus dem Eigentum nach § 985 BGB) lief im Dezember 2009 ab, wodurch sich die Stadt Gotha und das Museum neue Hinweise auf den Verbleib der Gemälde erhofften. Der gegenwärtige Wert der Kunstwerke wird auf etwa 50 Millionen Euro geschätzt.

## Wiederentdeckung 2019

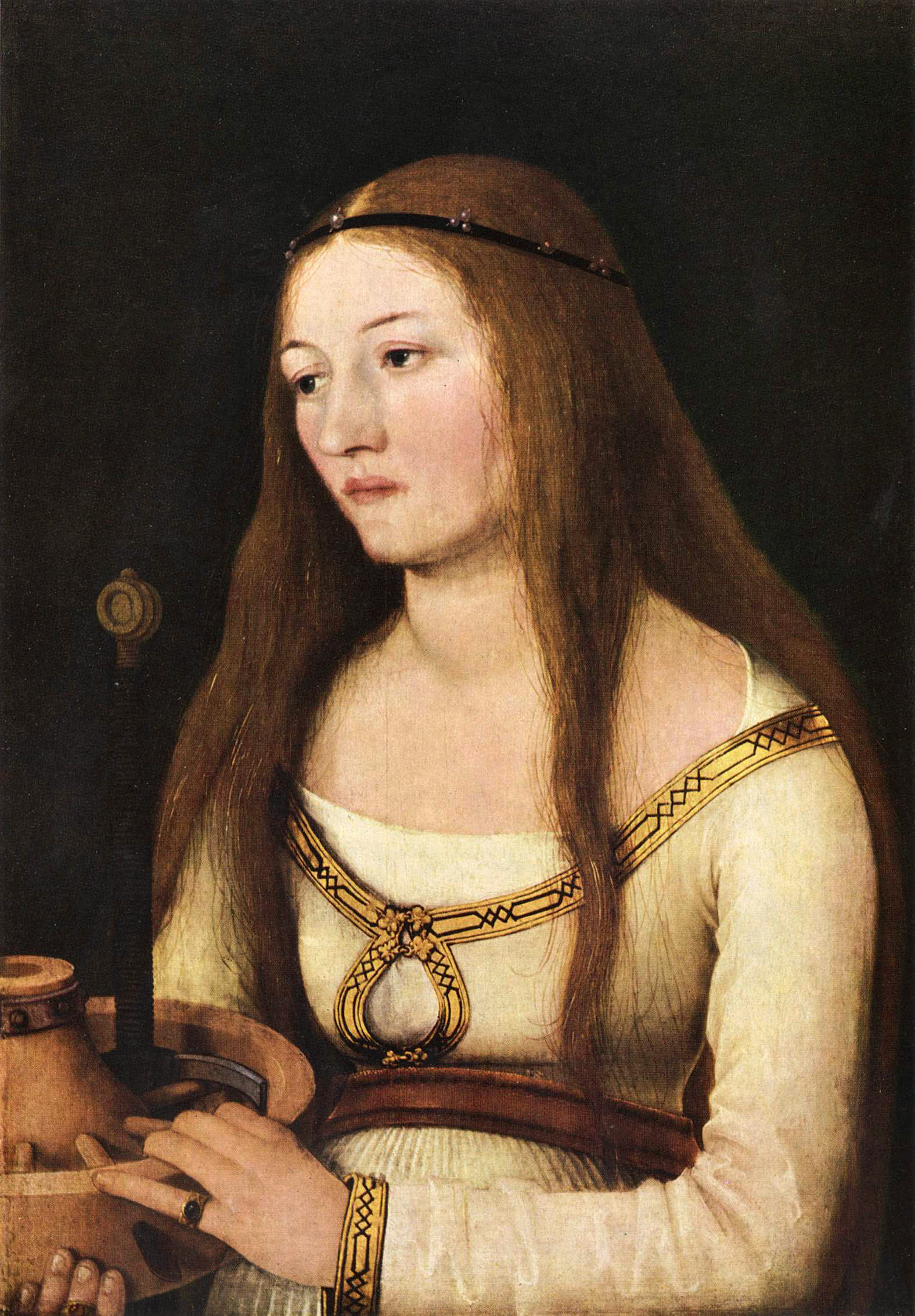
Gestohlenes Gemälde von Hans Holbein d. Ä., „Heilige Katharina“

Im Dezember 2019 wurde bekannt, dass die fünf Gemälde sichergestellt wurden. Sie befanden sich in der Obhut der Staatlichen Museen zu Berlin. Dort wurden im Rathgen-Forschungslabor ihre Echtheit überprüft. Im Januar 2020 wurde die Echtheit der Gemälde bestätigt.
Presseberichten zufolge hatten über einen Rechtsanwalt aus Süddeutschland die Besitzer im Juli 2018 zuvor die Stiftung Schloss Friedenstein kontaktiert. Nach Recherchen des Nachrichtenmagazins Der Spiegel gab es jedoch zunächst nur Verhandlungen mit Knut Kreuch, dem Oberbürgermeister von Gotha, und Martin Hoernes, dem Generalsekretär der Ernst von Siemens Kunststiftung. Der Anwalt sowie der Einlieferer der Bilder, ein Arzt aus Ostfriesland, sahen sich dem Vorwurf des Verdachts der Erpressung und der Hehlerei ausgesetzt. Strafrechtlich galt der Diebstahl als verjährt, jedoch konnte sich die westdeutsche Familie  nicht auf eine „gutgläubige Ersitzung“ berufen. Die Stiftung Schloss Friedenstein hat nach Auffassung einer Anwältin „durch den Diebstahl von 1979 nie ihr Eigentum verloren, gleichgültig wie dieser Diebstahl genannt oder erklärt wird. Durch die Übergabe der Bilder befinden sich jene aber, falls es sich um die Originale […] handelt, wieder in Besitz und Eigentum der rechtmäßigen Eigentümer.“
Die Gemälde wurden vom 20. bis zum 26. Januar 2020 wieder an ihrem ursprünglichen Ausstellungsort, im Obergeschoss des Herzoglichen Museums, präsentiert. Anschließend wurden sie abgehängt, restauriert und sind seit 24. Oktober 2021 in einer Sonderausstellung wieder zu sehen.
Nach Recherche des Spiegel handelt es sich bei dem Kunsträuber um den Lokführer Rudi Bernhardt aus Schmalkalden, der 2016 in Frankfurt am Main verstarb. Er hatte die gestohlenen Gemälde an ein befreundetes Ehepaar verkauft.